# Simetria (matemática)

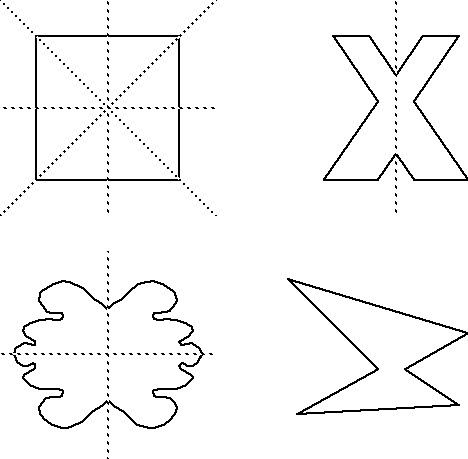
Na geometria, sob um conjunto de transformações (escala, translação e rotação), uma figura geométrica é simétrica somente se é possível traçar pelo menos um eixo que divide a figura em duas partes iguais (ou, mais precisamente, uma parte e o seu transformado, que pode ser obtido pelas transformações mencionadas).

Em matemática, simetria é, basicamente, um tipo de invariância, ou seja, a propriedade de que algo não muda sob um conjunto de transformações. Simetria ocorre em vários ramos da matemática e, em geral, todo o tipo de estrutura em matemática terá a sua própria classe de simetria.